# 塔吉克斯坦—烏茲別克斯坦關係
烏茲別克斯坦－塔吉克斯坦關係，是指烏茲別克斯坦與塔吉克斯坦之間的關係。分析人士說，這兩個國家“正在進行一場未宣布的冷戰”，並且是中亞地區的雙邊關係中最為嚴重。

## 獨立前
俄羅斯帝國（1721-1917）將西突厥斯坦作為一個單一控制的單位; 在中亞建立“民族”並不是俄羅斯決策者的議程。然而，土耳其獨立戰爭（1919-1923）的革命熱情從前奧斯曼帝國蔓延到俄羅斯的土地上。根據泛突厥主義的意識形態，年輕的土耳其領導人恩維爾帕夏領導了蘇聯中亞的巴斯馬奇運動，該意識形態旨在統一從安納托利亞到中國的突厥語民族。然而，泛突厥改革派和扎吉德，甚至是突厥斯坦反巴斯馬奇共產黨的成員，都對塔吉克人和其他非突厥人民在中亞的獨立身份的主張持懷疑態度。
烏茲別克蘇維埃社會主義共和國於1924年成立，作為蘇聯國家劃界的一部分，導致了塔吉克文化中心撒馬爾罕和布哈拉和在河中的塔吉克人都被烏茲別克化。因為塔吉克斯坦沒有得到自己的蘇維埃社會主義共和國的地位。“烏茲別克人”的民族關係涉及清算某些其他種族，如撒爾塔人和庫拉馬人，他們和其他東伊朗人民最後一同被認定為烏茲別克族。然而，最終，塔吉克蘇維埃社會主義共和國（簡稱塔吉克斯坦）於1929年成立。第二次世界大戰期間，土耳其人，北高加索人，哥薩克人和克里米亞韃靼人與軸心國的合作主義導致了蘇聯當局的反應，其中包括蘇聯的人口轉移，這使高加索人進入中亞。
1991年3月，兩個共和國都參加了1991年蘇聯公投，試圖以不同的形式保護蘇聯，但很快就被當年8月的未遂政變所阻礙（八一九事件）。因此，烏茲別克斯坦和塔吉克斯坦都在1991年宣布獨立，並成為獨立國家聯合體的成員，正式取代蘇聯。

## 塔吉克內戰
1991年蘇聯解體後，當塔吉克人攻擊塔吉克斯坦的烏茲別克斯坦貨物而烏茲別克人在國內禁止塔吉克貨物時，兩族之間發生衝突。當塔吉克斯坦的族裔群體開始發生衝突時，塔吉克斯坦的內戰爆發了，他們後來參與了一場傷亡慘重的戰爭。在這場戰爭中，烏茲別克斯坦軍隊進入塔吉克斯坦阻止戰爭，但由於兩國領導人之間的個人分歧，他們的努力是徒勞的。 然而，由於持續的戰爭，烏茲別克斯坦接收了來自塔吉克斯坦的大量烏茲別克族和塔吉克族難民，其中大多數人在戰後留在烏茲別克斯坦。

## 罗贡坝
塔吉克斯坦長期以來計劃在瓦赫什河上建造世界上最大的水電站大壩——羅貢壩。該項目最初由蘇聯工程師在20世紀50年代提出，但實際建設因1991年蘇聯解體而推遲。大壩將為塔吉克斯坦帶來能源獨立，但烏茲別克斯坦認為這將使河流乾涸，破壞其利潤豐厚的棉花產業，2012年，烏茲別克斯坦前總統伊斯蘭·卡里莫夫在不點名的情況下警告說，某些大壩項目可能會導致中亞地區的戰爭。

## 出口塔吉克的天然氣
塔吉克斯坦主要依靠從烏茲別克斯坦進口的天然氣，而且其他能源很少; 結果，它遭受長期電力短缺。烏茲別克斯坦能源部門利用羅貢壩爭端中遏制塔吉克斯坦。分析師估計塔吉克斯坦的天然氣需求量為12億立方米/年，而2012年，該國僅以300美元/ 1000立方米的價格收到該數量的十分之一。這個數量只足以運行一間塔吉克發電廠。

## 卡姆奇克山口鐵路
2013年，烏茲別克斯坦宣布計劃通過連接塔什干和納曼干等城市的卡姆奇克山口建造一條新鐵路。新的鐵路線將取代穿越塔吉克斯坦北部的舊蘇聯時代的鐵路。據報導，烏茲別克斯坦每年可節省2500萬美元的過境費，並可能成為長期計劃與中國連線鐵路的一部分。塔吉克斯坦專家表示關切的是，這可能進一步使已經是該地區最貧窮國家的塔吉克斯坦陷入孤立。2015年2月，世界銀行宣布將向該鐵路的建設貸款1.95億美元。

## 發展關係
在沙夫卡特·米罗莫诺维奇·米尔济约耶夫出任烏茲別克總統後，烏茲別克斯坦與中亞鄰國的關係，進入了一個新的潛力時代。 自2016年9月以來，米尔济约耶夫和埃莫马利·拉赫蒙多次會面，並於2018年3月，米尔济约耶夫對杜尚別進行了歷史性訪問，在貿易，經濟，投資，金融，運輸和運輸，農業，水等領域簽署了27項雙邊協議。並在安全和打擊犯罪領域及能源，稅收，海關，旅遊，教育和科學，衛生，文化，區域間合作。